# Gianfranco Manfredi
Pour les articles homonymes, voir Manfredi.
Gianfranco Manfredi, né le 26 novembre 1948 à Senigallia (Marches) où il meurt le 24 janvier 2025, est un auteur-compositeur-interprète, romancier et scénariste de bande dessinée italien.

## Récompenses

### Bande dessinée
- 2003 : Prix Micheluzzi du meilleur scénariste pour Magico Vento (it)
- 2007 : Prix Micheluzzi de la meilleure série réaliste pour Magico Vento
- 2008 : Prix Micheluzzi de la meilleure série réaliste pour Volto Nascosto (it)
- 2012 : Prix Micheluzzi de la meilleure série réaliste pour Shanghai Devil (it)
- 2014 : Prix Micheluzzi de la meilleure série réaliste pour Shanghai Devil no 16-18